# Bandera de Madeira
La bandera de la Región Autónoma de Madeira está regulada por el Decreto regional número 30/78/M, de 12 de septiembre de 1978.
Consiste en un paño de forma rectangular dividido en tres franjas verticales, de color azul las exteriores y amarilla la central. En el centro de la bandera, sobre la franja amarilla, aparece representada la Cruz de la Orden de Cristo. 
El color azul simboliza la condición insular de esta Región Autónoma, el amarillo representa la suave climatología y las playas o arenales de estas islas que constituyen una de sus principales fuentes de riqueza.
La cruz de la Orden de Cristo alude al descubrimiento de Madeira por dos caballeros que pertenecieron a esta orden, João Gonçalves Zarco y Tristão Vaz Teixeira, y a su unión con la República Portuguesa.

## Banderas similares

Bandera de Barbados, de la que la bandera de Madeira es muy similar, variando sólo el tono de azul, y el motivo central de ambas, ya que son de  proporciones similares. 
- Datos: Q241781
- Multimedia: Flag of Madeira / Q241781